# Leprechaun 4: In Space
Leprechaun 4: In Space is een Amerikaanse horror/komediefilm uit 1997 en de vierde film van de Leprechaun-serie over een Ierse  sadistisch kwaadaardige kabouter. 

## Verhaal
De Leprechaun heeft zijn zinnen gezet op een buitenaardse prinses. Een groep Amerikaanse mariniers weten hem te stoppen en nemen de prinses met zich mee. De Leprechaun is daar niet gelukkig mee en wil de haar met of zonder geweld terugkrijgen.

## Rolverdeling
| Acteur              | Personage                         |
| ------------------- | --------------------------------- |
| Warwick Davis       | de Leprechaun (koning Leprechaun) |
| Rebekah Carlton     | Princess Zarina                   |
| Brent Jasmer        | Sgt. Books Malloy                 |
| Jessica Collins     | Dr. Tina Reeves                   |
| Guy Siner           | Dr. Mittenhand/Mittenspider       |
| Gary Grossman       | Harold                            |
| Tim Colceri         | MSgt. Metal Head Hooker           |
| Miguel A. Nunez Jr. | Sticks                            |
| Debbe Dunning       | Priv. Delores Costello            |
| Mike Cannizzo       | Danny                             |
| Rick Peters         | Mooch                             |

## Trivia
Vanwege het feit dat er veel sciencefictionfilms in de maak waren, kozen de schrijvers ook voor deze film voor de ruimte.